# Monachoides bacescui
Monachoides bacescui is een slakkensoort uit de familie van de Hygromiidae. De wetenschappelijke naam van de soort is voor het eerst geldig gepubliceerd in 1979 door Grossu.